# Gomorra (film)
Pour les articles homonymes, voir Gomorra.
Pour plus de détails, voir Fiche technique et Distribution.
Gomorra est un film italien réalisé par Matteo Garrone sorti en 2008. Le film est tiré de l'œuvre de Roberto Saviano, Gomorra. Dans l'empire de la Camorra (Gomorra. Viaggio nell'impero economico e nel sogno di dominio della camorra). Le film traite du crime organisé napolitain, « la Camorra », dans les quartiers à risques de Naples (Scampia, Secondigliano...), ainsi que dans la Province de Caserte. Il retrace les histoires de six personnes dont les vies sont rythmées par le crime organisé. 

## Synopsis
Le film s'articule autour de six personnages pris à partie par la Camorra dans leur quotidien. 
Le film débute sur l'assassinat de mafieux se relaxant dans un salon de bronzage.

### Don Ciro
Don Ciro est un intermédiaire discret, qui distribue de l'argent aux familles des membres du clan emprisonnés ou décédés. Au moment d'une livraison, il tombe dans un traquenard organisé par deux sécessionnistes en révolte contre leur ancien clan. Souhaitant sauver sa peau, il offre de trahir son clan au profit des sécessionnistes. Les sécessionnistes menacent sa famille et veulent être rétribués. Ciro les amène à l'endroit où il reçoit l'argent qui doit être redistribué. Les deux sécessionnistes débarquent sur place, ouvrent le feu, massacrent les personnes présentes et prennent l'argent. Choqué mais sauf, Ciro quitte les lieux et le quartier.

### Totò
Totò est un garçon de treize ans, livreur pour l'épicerie familiale. Ce faisant, il est témoin d'une descente de police dans la cité et les dealers en s'enfuyant, se débarrassent d'un paquet plein de drogues et d'un pistolet. Il récupère les objets et les rend aux membres du gang. Ces derniers souhaitent l'intégrer à la bande. Son initiation implique qu'il se fasse tirer dessus tout en portant un gilet pare-balles. Ceci est assimilé à un test de courage. Peu de temps après, il est accepté dans le gang. Les familles dans le voisinage, qui sont perçues comme étant déloyales au gang, sont menacées et victimes de violence. Les adversaires du gang de Totò reçoivent aussi des menaces similaires.
Plus tard, durant une descente de son gang dans la rue, un des membres est abattu par un tueur en voiture. Le gang décide de se venger de la même manière en choisissant une femme, Maria, comme leur prochaine victime, parce que son fils Simone a rejoint le clan des sécessionnistes. Totò, qui était ami avec Simone avant la guerre entre les clans, et qui livrait des produits de l'épicerie à Maria, est forcé, malgré lui, de la leurrer pour que ses camarades l'abattent.

### Roberto
Roberto est diplômé pour travailler dans l'industrie du retraitement des déchets toxiques. Son patron Franco décharge illégalement des déchets toxiques dans des carrières abandonnées. Durant une opération, un bidon de produit chimique toxique se renverse accidentellement sur un chauffeur. Franco refuse d'appeler une ambulance, et quand les travailleurs refusent de décharger les déchets, Franco engage illico des enfants pour conduire les camions. Quand Roberto se rend compte par lui-même des effets des produits toxiques sur la santé de la population, il démissionne.

### Pasquale
Pasquale est un couturier de haute couture qui travaille pour Iavarone, un directeur d'usine qui a des liens avec la Camorra. Pasquale accepte de donner des cours du soir à des tailleurs chinois en échange d'une forte rémunération. Les chinois sont en compétition avec les usines contrôlées par la Camorra, et pour se rendre à ses cours, Pasquale doit se cacher dans le coffre de la voiture conduite par les chinois. Son secret est néanmoins découvert. Un jour, où il est raccompagné, deux tireurs à scooter ouvrent le feu sur la voiture. Le chauffeur meurt, mais lui survit. Il décide de tout quitter et devient camionneur. Un jour, alors qu'il se trouve sur une aire d'autoroute, il voit à la télévision une de ses robes portée par Scarlett Johansson.

### Marco et Pisello
Marco et Pisello, sont deux jeunes apprentis-gangsters sans foi ni loi, originaires de Casal di Principe, (une ville située à 30 minutes de Naples) et rêvent de devenir camorristes et faire fortune. Ils commencent pour cela par commettre un petit racket sur le territoire du Clan des Casalesi. Pleins de fougue, portés par l'exubérance de la jeunesse et impressionnés par les portraits des gangsters des films hollywoodiens, il récitent des textes entiers de Scarface de Brian De Palma, se référençant à Tony Montana, Miami et aux cartels colombiens. Leur premier méfait est de s'emparer de la drogue durant une transaction avec des Africains. L'incident est rapporté aux camorristes locaux, qui les rencontrent, les sermonnent et les menacent de leur faire du mal si ces faits venaient à se répéter dans l'avenir. Ignorant la mise en garde, ils espionnent les camorristes et découvrent une de leurs caches d'armes. Ils s'emparent de quelques armes et s'exercent sur les berges d'une rivière. Un jour, à court d'argent, ils braquent une salle de jeux vidéo. Ils dépensent l'argent dans un club de strip-tease, où les camorristes en colère les retrouvent et les menacent de les tuer s'ils ne ramènent pas les armes le jour suivant. Ils s'entêtent. Un des chefs camorristes décide alors d'élaborer une stratégie différente. Il les approche dans un bar et leur offre de venir travailler pour lui. Comme ils refusent, il leur offre 10 000 € s'ils rendent les armes et acceptent un contrat pour un meurtre. Ils acceptent l'offre, mais ils ne savent pas que c'est un piège. Arrivés sur place, ils sont abattus.
Le film se termine par une série de chiffres qui montrent les conséquences de l'action de la Camorra dans la région.

## Fiche technique
- Titre : Gomorra
- Réalisation : Matteo Garrone
- Scénario : Matteo Garrone, Maurizio Braucci, Massimo Gaudioso, Roberto Saviano, Ugo Chiti, Gianni Di Gregorio
- Producteur : Domenico Procacci
- Production : Fandango - Rai Cinema - Sky
- Sociétés de distribution :  01 Distribuzione -  Le Pacte -  AB Distribution -  IFC Films
- Musique : Massive Attack
- Décors : Paolo Bonfini
- Costume : Alessandra Cardini
- Photographie : Marco Onorato
- Montage : Marco Spoletini
- Format : 2.35:1 - Son Dolby numérique - 35 mm
- Budget : 6,2 millions $
- Box office : 34 834 540 $
- Langues : napolitain, italien
- Pays :  Italie
- Genre : drame
- Durée : 137 minutes
- Date de sortie : 2008

Film interdit aux moins de 12 ans lors de sa sortie en salles en France

## Distribution
- Toni Servillo : Franco
- Salvatore Abruzzese : Totò
- Salvatore Ruocco : Boxer
- Gianfelice Imparato : Don Ciro
- Maria Nazionale : Maria
- Carmine Paternoster : Roberto
- Italo Celoro : Contadino
- Salvatore Cantalupo : Pasquale
- Marco Macor : Marco
- Ciro Petrone : Piselli
- Bernardino Terracciano : Zio Bernardino
- Riccardo Zinna :
- Zon Lusomundo : Portugues

## Bande originale
- Herculaneum, écrit par Robert del Naja et Neil Davidge, composé par Massive Attack Additional
- Macchina 50, écrit par S. Viola and F. D’Alessio, composé par Rosario Miraggio
- Esageratamente, écrit par F. Franzese, composé par Anthony
- La nostra storia, écrit par R. Armani, composé par Raffaello
- O’ schiavo e o’ re, écrit par Nino D’Angelo and C. Tortora, composé par Nino D’Angelo
- Ma si vene stasera, écrit par G. Carluccio, composé par Alessio
- Xiao chen gu shi, écrit par T. Tong and Z. Nu, composé par Teresa Teng
- Brava gente, écrit par Nino D’Angelo and C. Tortora, composé par Nino D’Angelo
- Must Pray, écrit et composé par Pieter Vercampt
- Sadeness Part 1 (Violent Us Remix), composé par Enigma
- I Feel the Love (Fratty and Stay Free Radio Mix), écrit par M. Fratty, L. Stay Free, S. Gambarelli and F. Panzanini, composé par Lovematic
- Play My Music, écrit par A. Benassi, S. Carlson and I. Favretto, composé par Sandy Chambers
- Un giorno d’amore, écrit par Daniele Stefani and G. Bousier, composé par Daniele Stefani
- L’amica di mia moglie, écrit par E. Rossi and Tommy Riccio, composé par Tommy Riccio

## Distinctions

### Récompenses
- 2008 : Grand Prix du jury au Festival de Cannes 2008
- Prix du cinéma européen 2008 :
  - Meilleur film européen
  - Meilleur réalisateur (Matteo Garrone)
  - Meilleur acteur (Toni Servillo)
  - Meilleur scénario (Roberto Saviano et Matteo Garrone)
  - Meilleure photographie (Marco Onorato)[2]

### Nominations
- 2009 : Golden Globe du meilleur film étranger
- 2009 : César du meilleur film étranger
- 2009 : Grand Prix de l'Union de la critique de cinéma

## Critiques
- « Un superbe polar (…) nerveux et filmé quelquefois comme un documentaire ultra-réaliste (…) Un cinéma généreux et, surtout, jamais ennuyeux. » Brazil
- « Le début de Gomorra frappe pour ce qu'il tente (...) Gomorra frappe encore plus pour ce qu'il ne tente pas (…) Garrone s'en tient à l'image, à sa hauteur politique et esthétique. » Les Cahiers du cinéma
- « Loin de tout discours surplombant, Matteo Garrone s'attache à raconter patiemment [le] parcours [des personnages], à filmer des situations, des gestes, des paroles, laissant l'espace du jugement au spectateur. » Les Inrockuptibles
- « On peut s'en trouver frustré, Gomorra manque de contexte et de perspective politique. Mais le résultat dépasse largement la simple illustration. » Première

## Autour du film
Certains acteurs sont des gens de la région napolitaine sans aucune expérience professionnelle. Le 11 octobre 2008, Bernardino Terracciano (it), interprète de Zi Bernardino dans le film, a été arrêté dans le cadre d'une opération policière contre le clan des Casalesi. Le 5 janvier 2009, Giovanni Venosa, autre acteur de Gomorra, est lui aussi arrêté dans le cadre d'une enquête sur la collecte du pizzo. Salvatore Fabbricino, interprétant un des camorristes, est lui aussi arrêté pour avoir fait partie d'un commando qui a fait six morts auprès de ressortissants africains[réf. nécessaire].
Le nom Camorra est utilisé par la police, les magistrats, les journalistes et les scénaristes. Le mot qu'utilisent les membres d'un clan pour le désigner est « Système ».